# Autumn Story
Autumn Story – trzeci minialbum południowokoreańskiej grupy Astro, wydany 10 listopada 2016 roku przez wytwórnię Fantagio Music. Ukazał się w dwóch edycjach „Red” i „Orange”. Płytę promował singel „Confession” (kor. 고백 Gobaek). Sprzedał się w nakładzie 64 393 egzemplarzy w Korei Południowej (stan na luty 2017 r.).

## Lista utworów
| CD | CD                                                             | CD                                   | CD                   | CD                   | CD      |
| Nr | Tytuł utworu                                                   | Tekst                                | Kompozycja           | Aranżacja            | Długość |
| -- | -------------------------------------------------------------- | ------------------------------------ | -------------------- | -------------------- | ------- |
| 1. | „Lonely”                                                       | Iggy Yong-bae, Jin Jin, Rocky        | Iggy Yong-bae        | Iggy Yong-bae        | 3:22    |
| 2. | „Gobaek” (kor. 고백, ang. Confession)                          | Iggy Yong-bae, Jin Jin, Rocky        | Iggy Yong-bae        | Iggy Yong-bae        | 3:05    |
| 3. | „Sarang-i” (kor. 사랑이, ang. Love)                            | Lee Hoo-sang, Mingki, Jin Jin, Rocky | Lee Hoo-sang, Mingki | Lee Hoo-sang, Mingki | 3:48    |
| 4. | „Muldeul-eo” (kor. 물들어, ang. Colored)                       | Park Woo-sang, Jin Jin, Rocky        | Park Woo-sang        | Park Woo-sang        | 3:10    |
| 5. | „Byeol” (kor. , ang. Star)                                     | Iggy Yong-bae, Jin Jin, Rocky        | Iggy Yong-bae        | Iggy Yong-bae        | 3:15    |
| 6. | „Gobaek Talk” (kor. 고백 Talk, ang. Confession Talk) (CD Only) |                                      |                      |                      |         |

## Notowania
| Lista                        | Pozycja |
| ---------------------------- | ------- |
| Gaon Weekly Album Chart      | 6       |
| Billboard World Albums Chart | 15      |
| Five Music (Tajwan)          | 3       |